# 미카미 히로시
미카미 히로시(三上 博史, 1962년 7월 23일 ~ )는 일본의 배우이자 가수이다. 도쿄도에서 태어나 가나가와현 요코하마시에서 자랐다. 1979년 영화 《초미궁》으로 데뷔했다.

## 개요
‘혼죠 유지’라는 이름으로 싱글 2장을 발매.

## 작품

### 드라마
- 1988년 《네가 거짓말을 했다》
- 1988년 《공작왕》
- 1994년 《이 세상의 끝에서》
- 1995년 《그것이 답이다!》
- 1998년 《기묘한 이야기》 징역 30일
- 1998년 《세기말의 시》
- 1999년 《립스틱》
- 2000년 《스트레이트 뉴스》
- 2002년 《장미의 십자가》
- 2003년 《교섭인》
- 2003년 《공범자》
- 2007년 《프러포즈 대작전》
- 2008년 《판도라》
- 2009년 《구로베의 태양》
- 2010년 《동창회: 러브어게인 증후군》
- 2011년 《변두리 로켓》
- 2011년 《모래그릇》
- 2012년 《타이라노 키요모리》 - 토바 법황 역
- 2013년 《흔들리는 소》
- 2014년 《내일, 엄마가 없어》
- 2015년 《속죄의 소나타》
- 2016년 《유산상속 변호사 카키자키 신이치》
- 2017년 《사장실의 겨울~거대 신문사를 잡는 남자》
- 2019년 《집단좌천!!》

### 영화
- 1983년 《전장의 크리스마스》
- 1996년 《스왈로우테일 버터플라이》
- 1997년 《패러사이트 이브》
- 2004년 《예언》
- 2018년 《모리의 정원》 - 손님 역